# 小渕内閣 (第1次改造)
小渕第1次改造内閣（おぶちだいいちじかいぞうないかく）は、衆議院議員、自由民主党総裁の小渕恵三が第84代内閣総理大臣に任命され、1999年（平成11年）1月14日から同年10月5日まで続いた日本の内閣。
自由民主党単独与党の小渕内閣を改造した内閣であり、自由民主党と自由党との自自連立政権である。

## 特徴
自由党との連立合意に基づく国務大臣の減員および2001年（平成13年）に中央省庁再編を控えているといった理由により、文部大臣が科学技術庁長官を兼ね（文部省および科学技術庁は文部科学省に再編される）、運輸大臣が北海道開発庁長官を、建設大臣が国土庁長官をそれぞれ兼ね（運輸省、建設省、北海道開発庁および国土庁は国土交通省に再編される）、内閣官房長官が沖縄開発庁長官を兼ねる（沖縄開発庁は内閣府に吸収される）という形で任命された。これ以降、このような中央省庁再編を前提とした兼任形式が2000年（平成12年）7月に発足した第2次森内閣まで続く。
自由民主党と自由党が連立したことにより、自由党衆議院議員の野田毅が閣僚入りした。
閣僚17人が留任し、内閣改造での留任人数としては歴代最多記録となった。
法務大臣の中村正三郎は沖縄県・石垣島のリゾート開発に絡む捜査指示疑惑などで野党から批判を浴び、1999年3月に辞任に追い込まれた。

## 国務大臣
所属政党・出身:
  自由民主党（小渕派）   自由民主党（森派）   自由民主党（加藤派）   自由民主党（旧河本派）   自由民主党（亀井G）   自由民主党（村上派）   自由民主党（山崎派）   自由民主党（無派閥）   自由党   中央省庁・民間
| 職名                          | 氏名 | 氏名       | 所属                           | 特命事項等                                                            | 備考             |
| ----------------------------- | ---- | ---------- | ------------------------------ | --------------------------------------------------------------------- | ---------------- |
| 内閣総理大臣                  |      | 小渕恵三   | 衆議院 自由民主党 （小渕派）   |                                                                       | 自由民主党総裁   |
| 法務大臣                      |      | 中村正三郎 | 衆議院 自由民主党 （森派）     |                                                                       | 1999年3月8日辞任 |
| 法務大臣                      |      | 陣内孝雄   | 参議院 自由民主党 （小渕派）   |                                                                       | 1999年3月8日就任 |
| 外務大臣                      |      | 高村正彦   | 衆議院 自由民主党 （旧河本派） |                                                                       |                  |
| 大蔵大臣                      |      | 宮澤喜一   | 衆議院 自由民主党 （加藤派）   |                                                                       |                  |
| 文部大臣 科学技術庁長官       |      | 有馬朗人   | 参議院 自由民主党 （無派閥）   | 原子力委員会委員長                                                    |                  |
| 厚生大臣                      |      | 宮下創平   | 衆議院 自由民主党 （森派）     |                                                                       |                  |
| 農林水産大臣                  |      | 中川昭一   | 衆議院 自由民主党 （亀井G）    |                                                                       |                  |
| 通商産業大臣                  |      | 与謝野馨   | 衆議院 自由民主党 （村上派）   |                                                                       |                  |
| 運輸大臣 北海道開発庁長官     |      | 川崎二郎   | 衆議院 自由民主党 （加藤派）   | 新東京国際空港担当                                                    |                  |
| 郵政大臣                      |      | 野田聖子   | 衆議院 自由民主党 （旧河本派） |                                                                       |                  |
| 労働大臣                      |      | 甘利明     | 衆議院 自由民主党 （山崎派）   | 年金問題担当                                                          |                  |
| 建設大臣 国土庁長官           |      | 関谷勝嗣   | 衆議院 自由民主党 （山崎派）   | 研究・学園都市担当 土地対策担当 首都機能移転担当                      |                  |
| 自治大臣 国家公安委員会委員長 |      | 野田毅     | 衆議院 自由党                  | 副大臣制度担当                                                        |                  |
| 内閣官房長官 沖縄開発庁長官   |      | 野中広務   | 衆議院 自由民主党 （小渕派）   | 男女共同参画担当 阪神・淡路復興対策担当 沖縄担当 内閣総理大臣臨時代理 |                  |
| 金融再生委員会委員長          |      | 柳澤伯夫   | 衆議院 自由民主党 （加藤派）   |                                                                       |                  |
| 総務庁長官                    |      | 太田誠一   | 衆議院 自由民主党 （加藤派）   | 行政改革担当                                                          |                  |
| 防衛庁長官                    |      | 野呂田芳成 | 衆議院 自由民主党 （小渕派）   |                                                                       |                  |
| 経済企画庁長官                |      | 堺屋太一   | 民間                           | 総合交通対策担当                                                      |                  |
| 環境庁長官                    |      | 真鍋賢二   | 参議院 自由民主党 （加藤派）   | 地球環境問題担当                                                      |                  |

## 内閣官房副長官・内閣法制局長官
| 職名           | 氏名 | 氏名       | 担当事項 | 所属                        | 備考 |
| -------------- | ---- | ---------- | -------- | --------------------------- | ---- |
| 内閣官房副長官 |      | 鈴木宗男   | 政務     | 衆議院自由民主党 （小渕派） |      |
| 内閣官房副長官 |      | 上杉光弘   | 政務     | 参議院自由民主党 （小渕派） |      |
| 内閣官房副長官 |      | 古川貞二郎 | 事務     | （元厚生事務次官）          |      |
| 内閣法制局長官 |      | 大森政輔   |          |                             |      |

## 政務次官
前内閣の政務次官が留任。
- 法務政務次官 - 北岡秀二（参議院）
- 外務政務次官 - 町村信孝、武見敬三（参）
- 大蔵政務次官 - 谷垣禎一、中島真人（参）
- 文部政務次官 - 森田健作
- 厚生政務次官 - 根本匠
- 農林水産政務次官 - 松下忠洋、亀谷博昭（参）
- 通商産業政務次官 - 高市早苗、保坂三蔵（参）
- 運輸政務次官 - 林幹雄
- 郵政政務次官 - 佐藤剛男
- 労働政務次官 - 小山孝雄（参）
- 建設政務次官 - 遠藤利明
- 自治政務次官 - 田野瀬良太郎
- 総務政務次官 - 阿部正俊（参）
- 北海道開発政務次官 - 石崎岳
- 防衛政務次官 - 浜田靖一
- 経済企画政務次官 - 今井宏
- 科学技術政務次官 - 稲葉大和
- 環境政務次官 - 栗原博久
- 沖縄開発政務次官 - 下地幹郎
- 国土政務次官 - 谷川秀善（参）